# Art Academy
Art Academy: Learn Painting and Drawing Techniques with Step-by-Step Training (en català: «Acadèmia d'art: Apreneu les tècniques de pintura i dibuix amb un entrenament pas a pas») és un programari de formació artística per a la Nintendo DS desenvolupat per Headstrong Games i publicat per Nintendo. Originalment es va llançar per a Nintendo DSi com una aplicació DSiWare baixable en dues parts el 2009. Més tard es va llançar el 2010 íntegrament com un cartutx DS físic amb funcions afegides i perquè els usuaris de la Nintendo DS original i la Nintendo DS Lite també hi poguessin jugar.
Les aplicacions originals de DSiWare es coneixen com Art Academy: First Semester i Art Academy: Second Semester. Contenen sis i quatre lliçons respectivament, i ambdues valien 800 Nintendo DSi Points cadascuna. La versió física completa inclou les deu lliçons, a més de funcions addicionals menors, mini lliçons addicionals i una biblioteca d'imatges de referència.
El joc forma part de la sèrie Touch! Generations.
Art Academy va ser seguit el 2012 per una seqüela directa per a la Nintendo 3DS anomenada New Art Academy.

## Jugabilitat
Art Academy s'anuncia com una simulació d'una formació artística que pot ensenyar i ajudar qualsevol persona a desenvolupar les seves habilitats i tècniques artístiques que després es poden aplicar amb eines i materials de la vida real. Art Academy també inclou una gamma molt realista, per bé que limitada, d'eines d'art que es poden utilitzar lliurement de la manera que vulguin els usuaris, ja siguin simples jugadors o aprenents d'art.
Tot i que va ser desenvolupat per a la Nintendo DS, Art Academy tècnicament no és un joc i, per tant, no té cap tipus de jugabilitat real ni classificació PEGI. Tanmateix, inclou un mode que requereix que els jugadors progressin per una sèrie de nivells per tal de desbloquejar-ne de més alts, de manera similar als videojocs.
Disposa de dos modes: el mode lliçons i Free Paint.

## Recepció
Art Academy va rebre "crítiques generalment favorables" segons el web d'agregació de ressenyes Metacritic, basat en les crítiques de 15 crítics. Eurogamer li va puntuar un 7/10, IGN un 6,5/10, Nintendo Life un 7/10 i Nintendo World Report un 9/10.

## Llegat
Vince, el tutor del joc, apareix com a trofeu col·leccionable a Super Smash Bros. for Wii U. Més tard apareix com a Assist Trophy a la seqüela Super Smash Bros. Ultimate. A més, el tema Swan Lesson és un tema de l'escenari Duck Hunt a Super Smash Bros. for Wii U.